# 淡路信用金庫
淡路信用金庫（あわじしんようきんこ）は、兵庫県洲本市に本店を置く信用金庫である。愛称は、淡路島内では「だんしん」、島外では「あわしん」。

## 沿革
- 1937年（昭和12年）6月 保証責任信用組合洲本金庫として設立。
- 1943年（昭和18年）7月 洲本市信用組合に改組。
- 1947年（昭和22年）8月 淡路信用組合に改組。
- 1951年（昭和26年）10月 信用金庫法に基づき、「淡路信用金庫」となる。
- 1955年（昭和30年）4月 淡州信用金庫と合併。

## 支店
- 洲本市
  - 本町・物部・由良・都志
- 淡路市
  - 志筑・仮屋・岩屋・富島・室津・郡家
- 南あわじ市

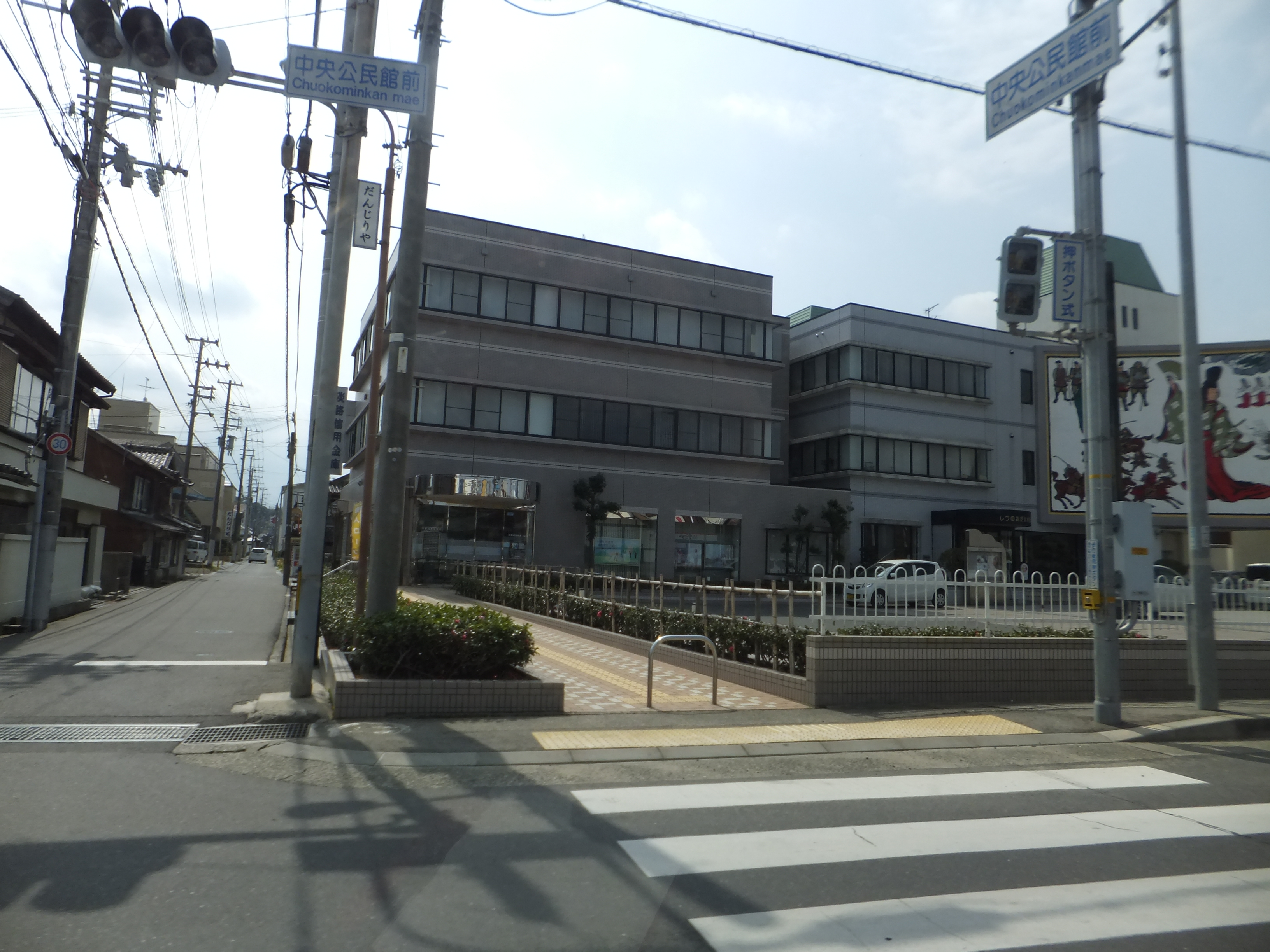
志筑支店

  - 湊・津井・阿那賀・福良・阿万・市・掃守・広田
- 神戸市
  - 中央区
    - 神戸本部・神戸中央

  - 長田区
    - 神戸・新長田

  - 兵庫区
    - 兵庫

  - 灘区
    - 灘

  - 西区
    - 伊川谷
- 明石市
  - 明石・魚住
- 西宮市
  - 西宮